# Avitta ekeikei
Avitta ekeikei là một loài bướm đêm trong họ Noctuidae.